# En Jackson Heights
En Jackson Heights (título original en inglés In Jackson Heights) es una película documental de 2015 sobre las comunidades de Jackson Heights, Queens, Nueva York, dirigida por Frederick Wiseman. La película recibió elogios generalizados de la crítica. En 2017, la película fue considerada la decimotercera "Mejor película del siglo XXI hasta ahora" por The New York Times.

## Sinopsis
La película documenta eventos en Jackson Heights que incluyen "una escuela musulmana, un centro judío, una reunión de personas homosexuales y transgénero, una oficina del Concejo Municipal y la sede local de Make the Road New York, una organización activista dedicada a los latinos y la clase trabajadora".

## Estreno

### Respuesta de la crítica
En Jackson Heights ha recibido críticas positivas de la crítica. El agregador de reseñas Rotten Tomatoes otorga a la película una calificación de aprobación del 95%, según 39 reseñas, con una calificación promedio de 8.3/10. En Metacritic, la película tiene una puntuación de 81 sobre 100, basada en 12 críticos, lo que indica "aclamación universal".